# Romina Oprandi

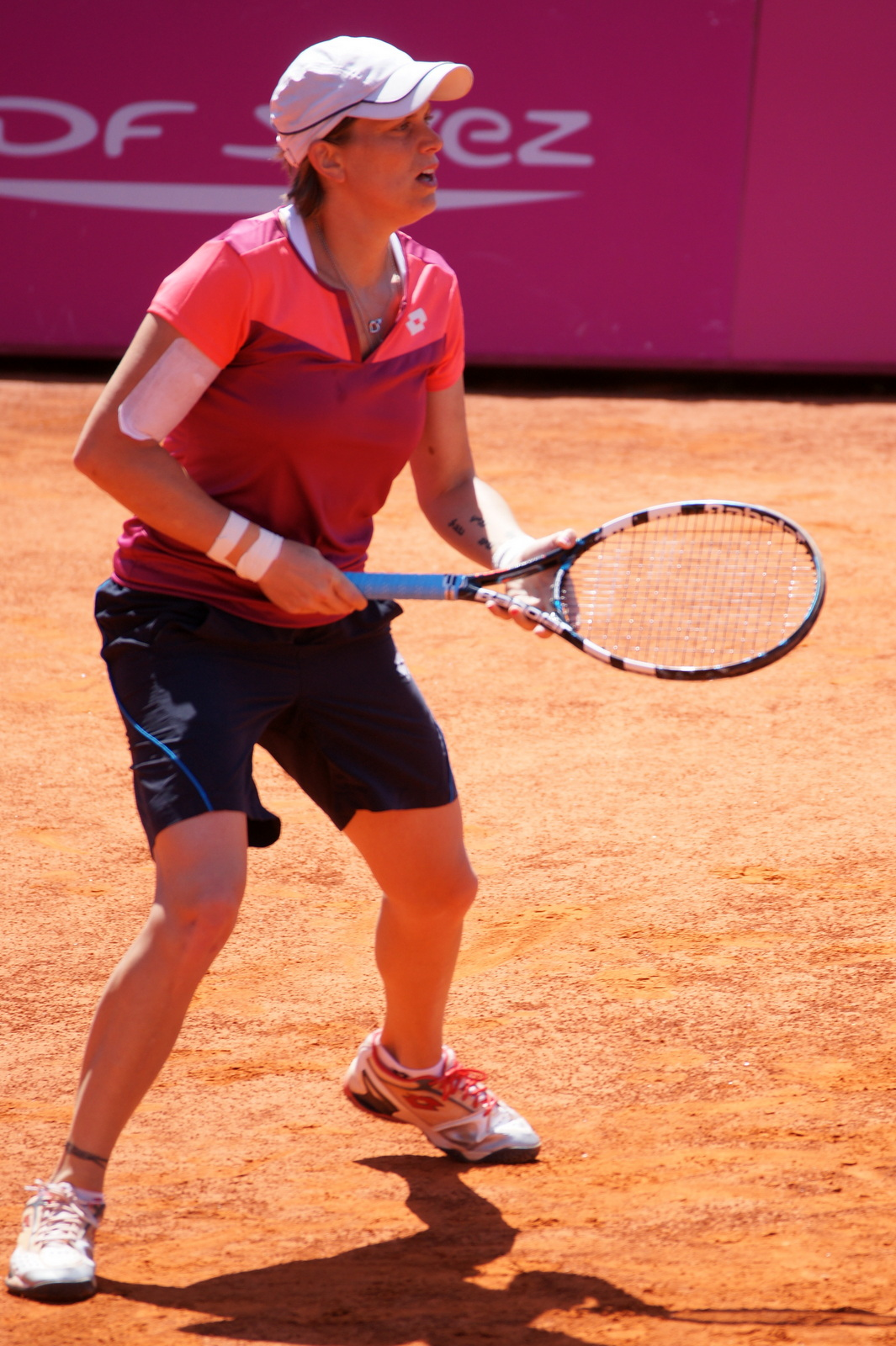
Romina Oprandi à l'Open GDF Suez de Cagnes-sur-Mer Alpes-Maritimes 2013.

Romina Sarina Oprandi, née le 29 mars 1986 à Jegenstorf en Suisse, est une joueuse de tennis italo-suisse, professionnelle de 2005 à 2020.
Après avoir été en froid avec la fédération italienne de tennis, elle décide, en janvier 2012, de jouer pour la Suisse.
Sa surface de prédilection est la terre battue et son coup préféré l'amortie.

## Palmarès

### Titre en simple dames
Aucun

### Finale en simple dames
| No | Date       | Nom et lieu du tournoi               | Catégorie | Dotation  | Surface      | Vainqueure       | Score         |          |
| -- | ---------- | ------------------------------------ | --------- | --------- | ------------ | ---------------- | ------------- | -------- |
| 1  | 21-04-2014 | GP Princesse Lalla Meryem, Marrakech | Intern'l  | 250 000 $ | Terre (ext.) | M. T. Torró Flor | 6-3, 3-6, 6-3 | Parcours |

### Titre en double dames
| No | Date       | Nom et lieu du tournoi              | Catégorie | Dotation  | Surface      | Partenaire       | Finalistes                      | Score            |          |
| -- | ---------- | ----------------------------------- | --------- | --------- | ------------ | ---------------- | ------------------------------- | ---------------- | -------- |
| 1  | 21-04-2014 | GP Princesse Lalla Meryem Marrakech | Intern'l  | 250 000 $ | Terre (ext.) | Garbiñe Muguruza | Katarzyna Piter Maryna Zanevska | 4-6, 6-2, [11-9] | Parcours |

### Finale en double dames
Aucune

## Parcours en Grand Chelem

### En simple dames
| Année | Open d'Australie | Open d'Australie | Internationaux de France | Internationaux de France | Wimbledon       | Wimbledon           | US Open         | US Open             |
| ----- | ---------------- | ---------------- | ------------------------ | ------------------------ | --------------- | ------------------- | --------------- | ------------------- |
| 2006  | Q2               | Tzipora Obziler  | Q3                       | Julia Vakulenko          | 1er tour (1/64) | Svetlana Kuznetsova | 1er tour (1/64) | Francesca Schiavone |
| 2007  | 1er tour (1/64)  | Shahar Peer      | 1er tour (1/64)          | Meilen Tu                | —               | —                   | —               | —                   |
|       |                  |                  |                          |                          |                 |                     |                 |                     |
| 2009  | —                | —                | Q2                       | Chanelle Scheepers       | —               | —                   | Q1              | Monique Adamczak    |
| 2010  | —                | —                | Q1                       | Edina Gallovits          | 2e tour (1/32)  | Alexandra Dulgheru  | 1er tour (1/64) | Julia Görges        |
| 2011  | 1er tour (1/64)  | Maria Kirilenko  | 1er tour (1/64)          | Ekaterina Makarova       | 1er tour (1/64) | L. Domínguez        | 2e tour (1/32)  | Flavia Pennetta     |
| 2012  | 3e tour (1/16)   | Julia Görges     | 1er tour (1/64)          | Olga Govortsova          | 2e tour (1/32)  | Victoria Azarenka   | 2e tour (1/32)  | Marion Bartoli      |
| 2013  | 2e tour (1/32)   | Julia Görges     | 1er tour (1/64)          | Elina Svitolina          | 1er tour (1/64) | Alison Riske        | —               | —                   |
| 2014  | —                | —                | 1er tour (1/64)          | Paula Ormaechea          | 1er tour (1/64) | Mona Barthel        | 1er tour (1/64) | Daniela Hantuchová  |
| 2015  | 1er tour (1/64)  | Denisa Allertová | Q1                       | Laura Siegemund          | Q2              | Shahar Peer         | Q2              | Catherine Bellis    |
| 2016  | —                | —                | Q1                       | Shahar Peer              | —               | —                   | —               | —                   |
|       |                  |                  |                          |                          |                 |                     |                 |                     |
| 2019  | —                | —                | Q2                       | V. Cepede Royg           | —               | —                   | —               | —                   |

N.B. : à droite du résultat se trouve le nom de l'ultime adversaire.

### En double dames
| Année | Open d'Australie              | Open d'Australie         | Internationaux de France     | Internationaux de France    | Wimbledon                   | Wimbledon             | US Open                       | US Open                     |
| ----- | ----------------------------- | ------------------------ | ---------------------------- | --------------------------- | --------------------------- | --------------------- | ----------------------------- | --------------------------- |
| 2006  | —                             | —                        | —                            | —                           | —                           | —                     | 1er tour (1/32) Jasmin Wöhr   | M. Santangelo Roberta Vinci |
| 2007  | 1er tour (1/32) Julia Schruff | M. Krajicek Ágnes Szávay | —                            | —                           | —                           | —                     | —                             | —                           |
| 2010  | —                             | —                        | —                            | —                           | —                           | —                     | 1er tour (1/32) J. Kostanić   | Vania King Y. Shvedova      |
| 2011  | 1er tour (1/32) Jasmin Wöhr   | V. Azarenka M. Kirilenko | 1er tour (1/32) Klemenschits | Mirjana Lučić Aravane Rezaï | —                           | —                     | —                             | —                           |
| 2012  | -                             | -                        | 1er tour (1/32) L. Domínguez | M. Kirilenko Nadia Petrova  | -                           | -                     | 2e tour (1/16) Eva Birnerová  | Chuang C.J. Zhang Shuai     |
| 2013  | 1er tour (1/32) Eva Birnerová | I.-C. Begu M. Niculescu  | 1er tour (1/32) Jill Craybas | Julie Coin P. Parmentier    | 2e tour (1/16) Klemenschits | Raquel Kops A. Spears | —                             | —                           |
| 2014  | —                             | —                        | —                            | —                           | —                           | —                     | 1er tour (1/32) Shelby Rogers | Kalashnikova Olga Savchuk   |
| 2015  | 1er tour (1/32) M. Irigoyen   | Hsieh Su-Wei Sania Mirza | —                            | —                           | —                           | —                     | —                             | —                           |

N.B. : le nom de la partenaire se trouve sous le résultat ; le nom des ultimes adversaires se trouve à droite.

## Parcours en «Premier Mandatory» et «Premier 5»
Découlant d'une réforme du circuit WTA inaugurée en 2009, les tournois WTA « Premier Mandatory » et « Premier 5 » constituent les catégories d'épreuves les plus prestigieuses, après les quatre levées du Grand Chelem.

### En simple dames
| Année |              | Premier Mandatory             | Premier Mandatory           | Premier Mandatory | Premier Mandatory          |       | Premier 5 | Premier 5                  | Premier 5                    | Premier 5                   | Premier 5               | Premier 5 | Premier 5                  |
| Année | Indian Wells | Miami                         | Madrid                      | Pékin             |                            | Dubaï | Rome      | Canada                     | Cincinnati                   |                             | Tokyo                   |           |                            |
| Année | Indian Wells | Miami                         | Madrid                      | Pékin             |                            | Doha  | Rome      | Canada                     | Cincinnati                   |                             | Wuhan                   |           |                            |
| Année | Indian Wells | Miami                         | Madrid                      | Pékin             |                            |       | Rome      | Canada                     | Cincinnati                   |                             |                         |           |                            |
| 2010  |              |                               |                             |                   |                            |       |           |                            | 1er tour (1/32) M. Kirilenko |                             |                         |           |                            |
| 2011  |              | 1er tour (1/64) S. Mirza      |                             |                   |                            |       |           |                            | 2e tour (1/16) D. Hantuchová |                             |                         |           |                            |
| 2012  |              |                               |                             |                   | 1/4 de finale V. Azarenka  |       |           |                            |                              |                             |                         |           | 1er tour (1/32) J. Larsson |
| 2013  |              | 1er tour (1/64) M. Rybáriková | 3e tour (1/16) D. Cibulková |                   |                            |       |           | 2e tour (1/16) V. Azarenka | 2e tour (1/16) C. Suárez     |                             |                         |           |                            |
| 2014  |              |                               | 2e tour (1/32) A. Radwańska |                   | 2e tour (1/16) A. Ivanović |       |           |                            | 1er tour (1/32) A. Petkovic  | 1er tour (1/32) E. Makarova | 1er tour (1/32) K. Nara |           | 1er tour (1/32) A. Cornet  |

Sous le résultat, l’ultime adversaire.

### En double dames
| Année | Premier Mandatory | Premier Mandatory | Premier Mandatory | Premier Mandatory | Premier Mandatory | Premier Mandatory | Premier Mandatory | Premier Mandatory | Premier 5 | Premier 5 | Premier 5 | Premier 5               | Premier 5                | Premier 5 | Premier 5 | Premier 5 | Premier 5  | Premier 5  | Premier 5 | Premier 5 | Premier 5 | Premier 5 |
| Année | Indian Wells      | Indian Wells      | Miami             | Miami             | Madrid            | Madrid            | Pékin             | Pékin             | Dubaï     | Dubaï     | Doha      | Doha                    | Rome                     | Rome      | Canada    | Canada    | Cincinnati | Cincinnati | Tokyo     | Tokyo     | Wuhan     | Wuhan     |
| ----- | ----------------- | ----------------- | ----------------- | ----------------- | ----------------- | ----------------- | ----------------- | ----------------- | --------- | --------- | --------- | ----------------------- | ------------------------ | --------- | --------- | --------- | ---------- | ---------- | --------- | --------- | --------- | --------- |
| 2010  |                   |                   |                   |                   |                   |                   |                   |                   |           |           |           |                         |                          |           |           |           |            |            |           |           |           |           |
| —     | —                 | —                 | —                 | —                 | —                 | —                 | —                 | —                 | —         |           |           | 1er tour (1/16) Dentoni | Dushevina Jans           | —         | —         | —         | —          | —          | —         |           |           |           |
| 2011  |                   |                   |                   |                   |                   |                   |                   |                   |           |           |           |                         |                          |           |           |           |            |            |           |           |           |           |
| —     | —                 | —                 | —                 | —                 | —                 | —                 | —                 | —                 | —         |           |           | 1er tour (1/16) Dentoni | Mattek-Sands Shaughnessy | —         | —         | —         | —          | —          | —         |           |           |           |

N.B. : le nom de la partenaire se trouve sous le résultat ; le nom des ultimes adversaires se trouve à droite.

## Parcours en Fed Cup
| #                                                               | Date       | Lieu      | Surface      | Gagnante(s)                    | Perdante(s)                  | Score    |          |
|                                                                 |            |           |              |                                |                              |          |          |
| 2006 - 1/2 finale (groupe mondial) - Espagne - Italie - 1 : 3   |            |           |              |                                |                              |          |          |
| 1                                                               | 15/07/2006 | Saragosse | Terre (ext.) | Romina Oprandi Mara Santangelo | Virginia Ruano M. A. Sánchez | Non joué | Parcours |
|                                                                 |            |           |              |                                |                              |          |          |
| 2013 - 1er tour (groupe mondial II) - Suisse - Belgique - 4 : 1 |            |           |              |                                |                              |          |          |
| 2                                                               | 09/02/2013 | Berne     | Terre (int.) | Romina Oprandi                 | Kirsten Flipkens             | 6-3, 6-3 | Parcours |
| 2                                                               | 09/02/2013 | Berne     | Terre (int.) | Romina Oprandi                 | Yanina Wickmayer             | 6-2, 6-2 | Parcours |
|                                                                 |            |           |              |                                |                              |          |          |
| 2013 - Barrage (groupe mondial I) - Suisse - Australie - 1 : 3  |            |           |              |                                |                              |          |          |
| 3                                                               | 20/04/2013 | Chiasso   | Terre (ext.) | Romina Oprandi                 | Jarmila Gajdošová            | 6-2, 6-3 | Parcours |
| 3                                                               | 20/04/2013 | Chiasso   | Terre (ext.) | Samantha Stosur                | Romina Oprandi               | 7-5, 6-3 | Parcours |

## Classements WTA en fin de saison
| Année          | 2002 | 2003 | 2004 | 2005 | 2006 | 2007 | 2008 | 2009 | 2010 | 2011 | 2012 | 2013 | 2014 | 2015 | 2016 | 2017 | 2018 | 2019 | 2020 |
| Rang en simple | 804  | 943  | 478  | 240  | 46   | 250  | 331  | 220  | 66   | 83   | 61   | 79   | 118  | 124  | 390  | 972  | 807  | 814  | 852  |
| Rang en double | –    | –    | –    | 207  | 180  | 174  | 393  | 245  | 264  | 316  | 182  | 256  | 166  | 1104 | –    | –    | –    | –    | –    |

Source : (en) Classements de Romina Oprandi sur le site officiel de la Fédération internationale de tennis